# Актогайський район (Павлодарська область)

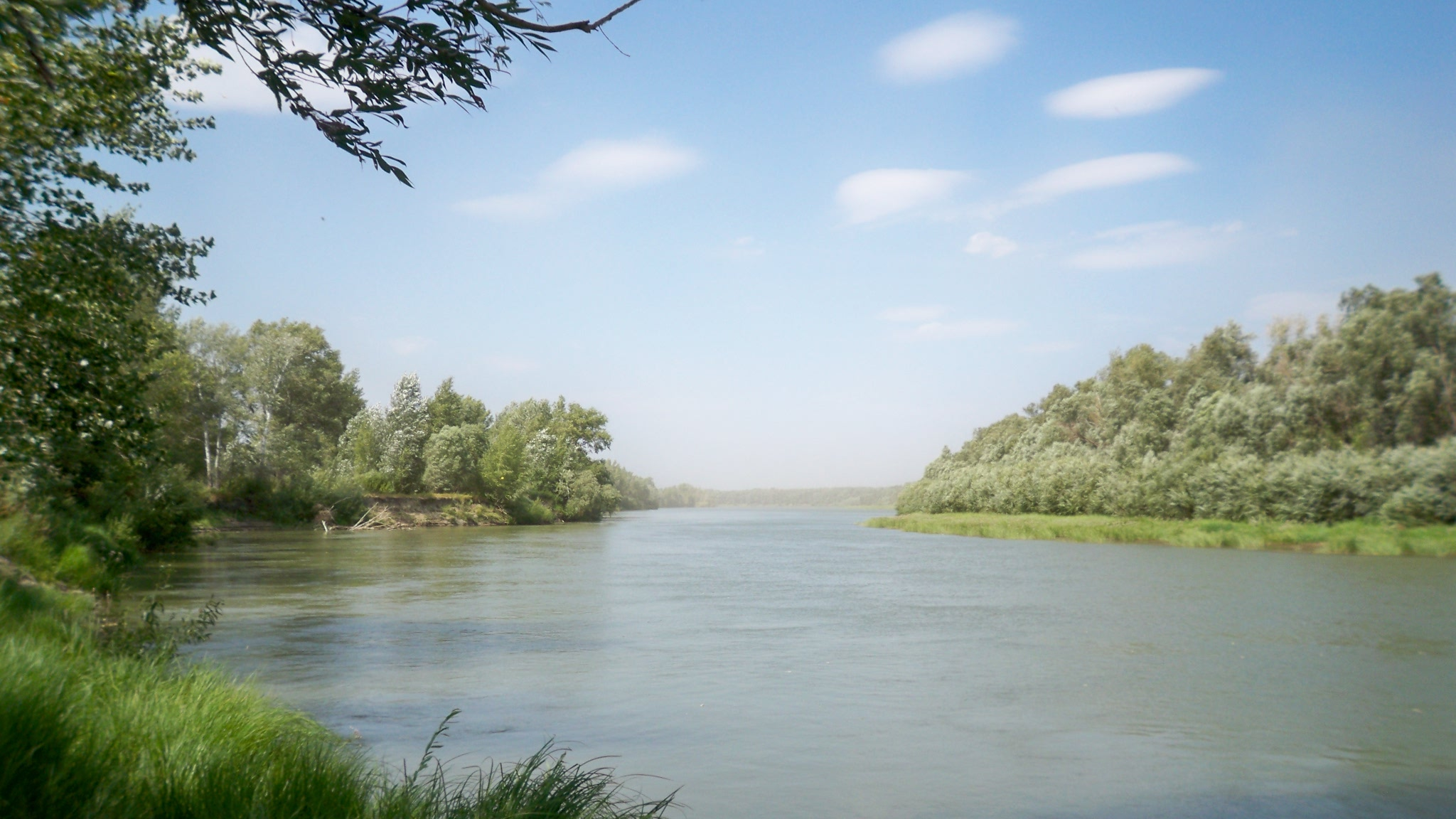
Іртиш у Актогайському районі

Актога́йський район (каз. Ақтоғай ауданы, рос. Актогайский район) — адміністративна одиниця у складі Павлодарської області Казахстану. Адміністративний центр — село Актогай.

## Населення
Населення — 13169 осіб (2021; 15114 у 2009, 21056 у 1999, 29452 у 1989).

## Історія
Район був утворений 1938 року як Куйбишевський, 2 січня 1963 року був перейменований у Краснокутський, 4 травня 1993 року отримав сучасну назву.

## Склад
До складу району входить 7 сільських округів:
| Поселення                      | Площа, км² | Населення, осіб (1989) | Населення, осіб (1999) | Населення, осіб (2009) | Населення, осіб (2021) | Центр     | Населені пункти |
| ------------------------------ | ---------- | ---------------------- | ---------------------- | ---------------------- | ---------------------- | --------- | --------------- |
| Акжольський сільський округ    | 2514,46    | 4022                   | 2008                   | 1347                   | 1055                   | Акжол     | 5               |
| Актогайський сільський округ   | 1242,66    | 9581                   | 7334                   | 5691                   | 5749                   | Актогай   | 5               |
| Жалаулинський сільський округ  | 2214,80    | 3171                   | 2075                   | 1431                   | 992                    | Жалаули   | 4               |
| Жолболдинський сільський округ | 1269,39    | 2127                   | 1599                   | 964                    | 700                    | Жолболди  | 3               |
| Караобинський сільський округ  | 1259,91    | 4781                   | 3252                   | 2024                   | 1683                   | Караоба   | 5               |
| Кожамжарський сільський округ  | 654,84     | 2667                   | 1952                   | 1467                   | 1311                   | Кожамжар  | 4               |
| Муткеновський сільський округ  | 621,95     | 3103                   | 2836                   | 2190                   | 1679                   | Муткенова | 5               |

2019 року були ліквідовані Ауєльбецький, Баскамиський, Харківський та Шолаксорський сільські округи.

## Найбільші населені пункти
Населені пункти з чисельністю населення понад 1000 осіб:
| № | Населений пункт | Населення, осіб (1989) | Населення, осіб (1999) | Населення, осіб (2009) | Населення, осіб (2021) |
| - | --------------- | ---------------------- | ---------------------- | ---------------------- | ---------------------- |
| 1 | Актогай         | 5959                   | 4800                   | 4000                   | 4495                   |

## Транспорт
Дороги районного значення:
| Індекс   | Назва                                 | Довжина, км |
| -------- | ------------------------------------- | ----------- |
| KS-АТ-1  | Актогай — Харківка — Карабзау         | 33,7        |
| KS-АТ-2  | Розумовка — Баскамис                  | 51,7        |
| KS-АТ-3  | Баскамис — Каракога — Шуга — Жолболди | 74,5        |
| KS-АТ-4  | Жолболди — Шилікти                    | 15,7        |
| KS-АТ-5  | під'їзд до села Барлибай              | 11,2        |
| KS-АТ-6  | під'їзд до села Харківка              | 2,3         |
| KS-АТ-7  | під'їзд до села Ауєльбек              | 1,9         |
| KS-АТ-8  | під'їзд до села Караоба               | 1,8         |
| KS-АТ-9  | під'їзд до села Муткенова             | 1           |
| KS-АТ-10 | під'їзд до села Актогай               | 2           |
| KS-АТ-11 | під'їзд до села Приріченськ           | 1,3         |
| KS-АТ-12 | під'їзд до села Кожамжар              | 1,2         |
| KS-АТ-13 | під'їзд до села Отес                  | 1,8         |
| KS-АТ-14 | під'їзд до села Кирикуй               | 3           |
| KS-АТ-15 | під'їзд до села Жалаули               | 0,9         |
| KS-АТ-16 | під'їзд до села Жолболди              | 1,8         |
| KS-АТ-17 | під'їзд до села Акжол                 | 1,3         |
| KS-АТ-18 | під'їзд до села Шолаксор              | 2           |
| KS-АТ-19 | під'їзд до села Жоламан               | 1,2         |
| KS-АТ-20 | під'їзд до села Ісантерек             | 0,7         |
| KS-АТ-21 | під'їзд до села Жамбил                | 0,4         |
| KS-АТ-22 | під'їзд до села Караой                | 1,7         |
| KS-АТ-23 | під'їзд до села Кайран                | 0,6         |
| KS-АТ-24 | під'їзд до села Жанабет               | 0,5         |
| KS-АТ-25 | під'їзд до села Жанатап               | 1           |
| KS-АТ-26 | під'їзд до села Єстай                 | 1,1         |
| KS-АТ-27 | під'їзд до села Абжан                 | 0,6         |
| KS-АТ-28 | під'їзд до села Розумовка             | 1           |
| KS-АТ-29 | під'їзд до села Баскамис              | 1,3         |
| KS-АТ-30 | під'їзд до села Жанаауил              | 1,2         |